# Ian Coughlan
Pour les articles homonymes, voir Coughlan.
Ian Coughlan est un réalisateur et scénariste australien, né en 1946 dans le Queensland, et mort d'un cancer le 29 août 2001 en Australie.

## Filmographie

### comme scénariste
- 1980 : People Like Us (TV)
- 1974 : The Spiral Bureau
- 1976 : The Haunting of Hewie Dowker (TV)
- 1978 : The Scalp Merchant (TV)
- 1979 : Alison's Birthday
- 1985 : Les Voisins (Neighbours) (série TV)
- 1988 : Kadaicha
- 1997 : Fable (TV)
- 2000 : Exposure (vidéo)
- 2001 : Une famille en enfer (No One Can Hear You)
- 2001 : Cubbyhouse

### comme réalisateur
- 1973 : The People Next Door (série TV)
- 1974 : The Spiral Bureau
- 1977 : The Restless Years (série TV)
- 1979 : Alison's Birthday

### comme acteur
- 1979 : Alison's Birthday : Dave Ducker